# Креативни неред
Креативни неред је други албум сплитског пјевача Дина Дворника. Албум садржи 10 (плоча и касета), односно 11 (ЦД) пјесама од којих су хитови Јаче манијаче на текст Рамба Амадеуса, Ела ее коју је компоновао фронтмен Ђавола Нено Белан, Мислиш да сам блесав, Нова година и Ја бих преживио. Албум је изашао 1990. године у издању Југотона.

## Позадина
После великог успеха претходног албума, Дворник је почео да снима материјал за следећи албум. Дворник је био гостујући вокал на албуму Хоћемо гусле црногорског пјевача Рамба Амадеуса. Амадеус је касније написао текст за Јаче манијаче који је постао ултимативни клупски хит.

## Албум
Албум је праћен спотовима за Јаче манијаче чија је премијера била на трећем програму ХТВ-а и Нова година.
На фестивалу МЕСАМ 1990. године, Дворник осваја 1. награду публике и стручног жирија за песму Мислиш да сам блесав.

## Списак пјесама

### Плоча и касета
| №   | Назив                | Трајање |  |
| 1.  | Јаче манијаче        | 3:55    |  |
| 2.  | Створена за то       | 3:57    |  |
| 3.  | Змаја дах            | 4:32    |  |
| 4.  | Бити сам             | 4:36    |  |
| 5.  | Ела ее               | 5:33    |  |
| 6.  | Мислиш да сам блесав | 3:49    |  |
| 7.  | Вади зуб             | 3:57    |  |
| 8.  | Нисам могао с њом    | 4:33    |  |
| 9.  | Ја бих преживио      | 5:07    |  |
| 10. | Нова година          | 4:29    |  |

### ЦД
| №   | Назив | Трајање |  |
| 11. | Биг   | 4:14    |  |

## Пријем
Ритам је у својој рецензији писао да албум садржи аутентичне ауторске исказе као и најљигавије дискозе. Такође је додао да албум није превише занимљив, а и превише забаван.

## Топ листе
| Листа           | Највиша позиција |
| --------------- | ---------------- |
| Радио ТВ ревија | 2                |

## Занимљивости
Бенд Земља грува је препевала Јаче манијаче.